# Peter Polansky
Peter Polansky (* 15. června 1988 North York, Ontario) je kanadský profesionální tenista českého původu. Ve své dosavadní kariéře na okruhu ATP Tour nevyhrál žádný turnaj. Na challengerech ATP a okruhu ITF získal dvanáct titulů ve dvouhře a dvacet ve čtyřhře. V roce 2018 se stal prvním tenistou historie, který v jediném kalendářním roce postoupil jako šťastný poražený z kvalifikací všech čtyř grandslamů.
Na žebříčku ATP byl ve dvouhře nejvýše klasifikován v červnu 2018 na 110. místě a ve čtyřhře pak v prosinci téhož roku na 123. místě.
V juniorském tenisu si zahrál finále US Open 2006, kde podlehl Dušanu Lojdovi. Již na Australian Open 2006 postoupil s Keiem Nišikorim do semifinále čtyřhry. Na juniorském žebříčku ITF nejvýše figuroval v prosinci 2006 na 34. místě.
V kanadském daviscupovém týmu debutoval v roce 2007 čtvrtfinálem 1. skupiny americké zóny proti Kolumbii, v němž za rozhodnutého stavu vyhrál nad Carlosem Salamancou. Kanaďané zvítězili 5:0 na zápasy. Světovou skupinu si poprvé zahrál v roce 2014, kdy v úvodním tokijském kole nestačil na Nišikoriho i Goa Soedu. Japonsko postoupilo 4:1 na zápasy. Do června 2021 v soutěži nastoupil k deseti mezistátním utkáním s bilancí 8–6 ve dvouhře a 0–0 ve čtyřhře.

## Tenisová kariéra
Průnik mezi dvě stě nejlepších tenistů zaznamenal 24. srpna 2009 krátce po druhém kole na Canada Maters, když mu na žebříčku ATP patřila 200. příčka. Od června 2010 do ledna 2011 byl nejvýše postaveným Kanaďanem v singlové klasifikaci. Startoval na Panamerických hrách 2015 v Torontu, kde vypadl ve druhém kole s Dominikáncem Robertem Cidem Subervim. Kanadu také reprezentoval na ATP Cupu 2021, na němž „země javorového listu“ obsadila poslední příčku v základní skupině A. Zasáhl do jedné čtyřhry proti Německu.
Debut v hlavní soutěži nejvyšší grandslamové kategorie zaznamenal v mužském singlu Australian Open 2009 po zvládnuté tříkolové kvalifikaci. Z úvodního kola dvouhry však odešel poražen od světové devatenáctky Igora Andrejeva po pětisetové bitvě. V dané sezóně první zápasy nezvládl také na French Open 2009 i US Open 2009. V grandslamové sezóně 2018, kdy se poprvé kvalifikoval do wimbledonské dvouhry, se stal prvním tenistou historie, jenž v jediném kalendářním roce postoupil jako šťastný poražený z kvalifikací všech čtyř grandslamů. Na Australian Open, French Open, Wimbledonu i US Open vždy prohrál závěrečné kvalifikační kolo, přesto po náhlém odstoupení singlisty, zaujal jeho místo v hlavní soutěži. Z jedenácti grandslamových startů do sezóny 2021 vyhrál pouze úvodní kolo na US Open 2010 nad třicátým druhým hráčem světa Juanem Mónacem.

## Finále na juniorském Grand Slamu

### Dvouhra: 1 (0–1)
| Stav      | rok  | turnaj  | povrch | soupeř ve finále | výsledek      |
| --------- | ---- | ------- | ------ | ---------------- | ------------- |
| Finalista | 2006 | US Open | tvrdý  | Dušan Lojda      | 6–7(4-7), 3–6 |